# Michael Rasmussen
Michael Rasmussen (* 1. června 1974 v Tølløse), je dánský cyklista, dvojnásobný vítěz vrchařské soutěže Tour de France a jezdec vyloučený vlastním týmem z prvního místa celkového průběžného pořadí stejného závodu v roce 2007. Silniční cyklistice se začal věnovat po úspěšné kariéře na horských kolech a vybudoval si pověst závodníka, který dokáže vyhrávat těžké vrchařské etapy po dlouhých samostatných únicích.

## Kariéra

### Začátky
Rasmussen zahájil svou cyklistickou kariéru na horském kole. V roce 1999 zvítězil v Mistrovství světa v závodech na horských kolech. V té době si vysloužil přezdívku Kuře podle dánského televizního animovaného seriálu pro děti Bamses Billedbog o medvědovi a kuřeti. Zatímco mohutný týmový mechanik dostal přezdívku medvěd, drobný Rasmussen byl přezdíván podle druhé postavy.
O dva roky později se dohodl na spolupráci s profesionálním týmem CSC-Tiscali, absolvoval v jeho řadách jako amatér několik závodů a v dalším roce získal svou první profesionální smlouvu. Pro rok 2003 pak přestoupil do stáje Rabobank.
V roce 2004 v jejích barvách poprvé startoval na Tour de France bez etapového úspěchu, skončil ale třetí v soutěži vrchařů. Svou stáj poté požádal, aby se následující rok mohl soustředit pouze na tento závod a připravovat se individuálně.

### Král hor na Tour 2005

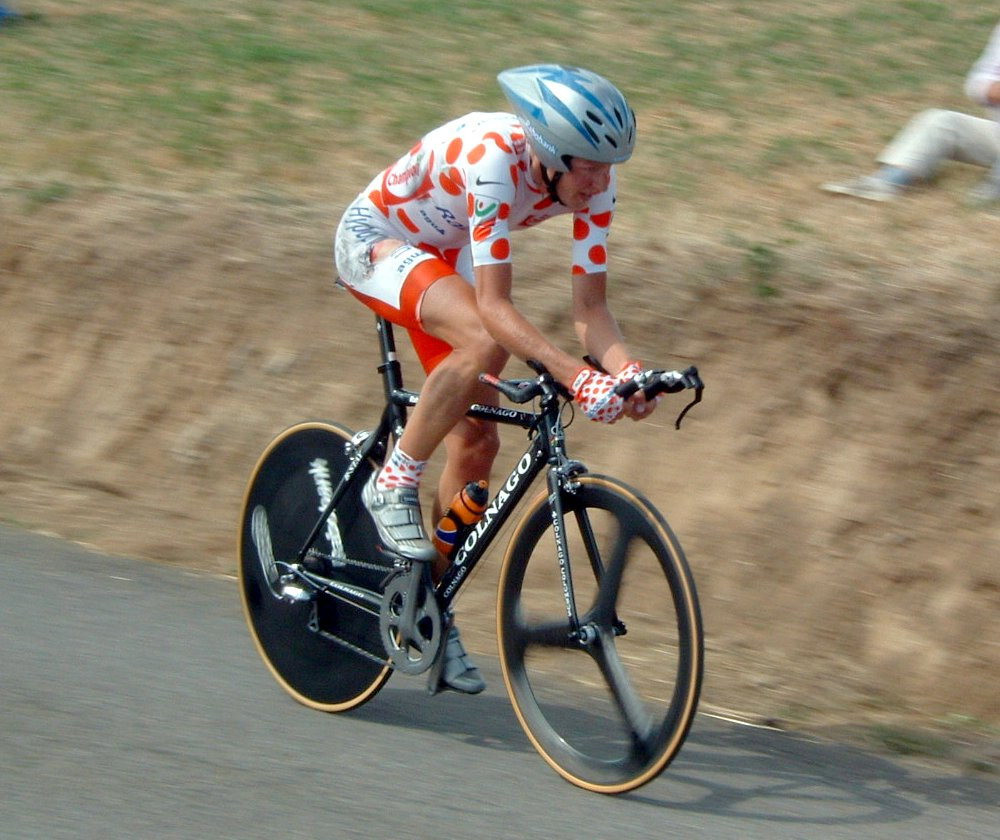
Rasmussen ve 20. etapě Tour de France 2005 v puntíkovaném trikotu lídra vrchařské soutěže. Jsou patrné stopy po pádu v úvodu etapy

V osmé etapě Tour převzal puntíkovaný trikot pro nejlepšího vrchaře. V následující etapě se odpoutal od pelotonu už po třech kilometrech, většinu etapy jel v čele úplně sám a dojel do cíle neohrožen po 168 kilometrech jako vítěz. Mířil i za úspěchem v celkové klasifikaci, ale v tom mu zabránila nevydařená časovka jednotlivců (20., předposlední etapa), v jejímž průběhu dvakrát upadl (jednou do příkopu), musel dvakrát měnit bicykl a dvakrát kolo. V celkovém pořadí se propadl ze třetího na sedmé místo. V Paříži byl ale o den později vyhlášen vítězem „Králem hor“ – vítězem vrchařské soutěže.
V závěrečné etapě jel Rasmussen nejen v puntíkovaném trikotu, ale červenými puntíky na bílém podkladu byla zdobena i jeho helma, cyklistické kalhoty, rukavice, ponožky a dokonce kolo, vyrobené speciálně společností Colnago.

### Obhajoba vrchařského titulu 2006
V roce 2006 převzal roli týmové jedničky Rus Děnis Meňšov. Cestou za svým druhým vítězstvím ve vrchařské soutěži v řadě Rasmussen opět vyhrál jednu z etap. V 16. etapě unikl pelotonu už po čtyřech kilometrech, byl první na nejvyšším bodu ročníku na Col du Galibier (2645 m), na všech dalších vrchařských prémiích a v cíli o bezmála minutu porazil nejbližšího soupeře Carlose Sastreho ze stejné stáje. V cíli přejímal ocenění v náručí se svým čerstvě narozeným dítětem, které bylo oblečeno do puntíkované košile a čepičky.

### Vzestup a pád v Tour 2007
Vítězstvím v osmé etapě do Tignes získal Rasmussen do svého držení nejen puntíkovaný trikot, ale poprvé i žlutý trikot lídra celkové klasifikace. Svůj náskok postupně zvyšoval a v 16., poslední horské etapě do Col d'Aubisque si dalším vítězstvím po vzájemném souboji čtyř nejvýše postavených cyklistů v průběžném pořadí zvýšil svůj náskok už na 3:10 minuty před Albertem Contadorem, který mu zajišťoval dostatečný klid před rovinatými etapami a časovkou jednotlivců. V noci téhož dne byl ale stájí propuštěn kvůli porušení interních pravidel a odvolán ze závodu. Vyvrcholily tak kontroverze, které se táhly už několik dní.

### Kontroverze při Tour de France 2007

#### Vyloučení z reprezentace
Už jako lídra Tour de France zastihla Rasmussena zpráva od Dánského cyklistického svazu, že je vyloučen z reprezentace, nebude moct startovat na mistrovství světa v silniční cyklistice a je tím znemožněn i jeho případný start na olympijských hrách v Pekingu. Důvodem bylo zmeškání několika dopingových kontrol v mimosoutěžním období. Rasmussen měl poskytovat chybné informace o místě svého pobytu při třítýdenním tréninkovém kempu v Mexiku, a proto nebyl zastižen dopingovými komisaři. Kvůli počtu těchto případů přistoupil dánský svaz k potrestání, Rasmussen ale tato tvrzení odmítal. Připustil, že o námitkách ví už tři týdny, ale tvrdil, že dostal pouze jedno varování za porušení pravidla o nahlášení pobytu od UCI. Dánský cyklistický svaz ale tvrdil, že varování bylo víc a Rasmussen o jejich počtu do médií lhal, a proto věc oficiálně rozhodl. Povolení ke startu do 12. etapy dostal od vedení Tour jen asi 90 minut před jejím startem.

#### Nařčení z pokusu o pašování dopingu
Den po verdiktu dánského svazu zveřejnil 20. července server VeloNews zprávu převzatou mnoha médii, že bývalý biker Whitney Richards obvinil Rasmussena, že ho chtěl využít k pašování dopingu. Dán ho v roce 2002 požádal o převoz balíčku do své tréninkové základny v Itálii. Krabice měla obsahovat Rasmussenovy boty, ale podle Richarda v ní byla balení krevní náhražky hemopur. Ta byla v roce 2002 povolena k lékařským účelům pouze v JAR a komerčně dostupná je až od roku 2006. V té době nebyly na hemopur dostupné dopingové testy, nyní je na listině zakázaných látek. Richard údajně látku zničil, čímž si vysloužil Rasmussenův hněv. Novinář Joe Lindsay ze serveru Bicycling.com potvrdil, že mu Richard tuto příhodu vyprávěl už před dvěma roky. Rasmussen odmítl případ komentovat, až do rozhovoru pro televizní stanici ITV4 23. července.

#### Vyřazení z Tour de France
25. července Rasmussen vyhrál 16. etapu a měl velmi blízko k celkovému vítězství v závodu. V noci byl ale vyškrtnut ze závodu, když ho propustila jeho stáj Rabobank. Její vedení zjistilo, že i jemu Rasmussen lhal o místě svého pobytu při červnové přípravě na Tour. V době, kdy měl být v Mexiku, ho bývalý italský cyklista Davide Cassani viděl v italských Dolomitech. Rasmussen navzdory Cassaniho tvrzení a verdiktu stáje opakovaně odmítal, že by se v příslušné době nepřipravoval v Mexiku. Prohlásil: „Myslím si, že si na mě pouze fanoušci i lidé z pelotonu vybíjejí frustraci a problémy. Jen za poslední dva týdny jsem byl testován sedmnáctkrát a ani jednou pozitivně. Nevím, čím víc bych měl svět přesvědčit, že jsem nedopoval. Stále tvrdím, že jsem nikdy nedopoval.“
Zbytek stáje se rozhodl v závodě pokračovat bez svého lídra a Rus Meňšov, který v průběhu závodu přepustil svou roli jedničky lépe jedoucímu Rasmussenovi, sám následující etapu nedokončil.

## Vítězství
| Rok  | Závod                 | Soutěž          |
| ---- | --------------------- | --------------- |
| 2007 | Tour de France        | 8. etapa        |
| 2007 | Tour de France        | 16. etapa       |
| 2006 | Tour de France        | Soutěž vrchařů  |
| 2006 | Tour de France        | 16. etapa       |
| 2005 | Tour de France        | Soutěž vrchařů  |
| 2005 | Tour de France        | 9. etapa        |
| 2004 | Dauphiné Libéré       | 6. etapa        |
| 2003 | Vuelta                | 7. etapa        |
| 2002 | Giro dell'Emilia      | celkově         |
| 2002 | Kolem Burgosu         | 4. etapa        |
| 1999 | Mistrovství světa MTB | kategorie elite |